# Europske mikrodržave
Europske mikrodržave ili europske minidržave skup su vrlo malih suverenih država u Europi. U modernom kontekstu izraz se obično koristi za označavanje šest najmanjih država u Europi po površini, a to su: Andora, Lihtenštajn, Malta, Monako, San Marino i Vatikan (Sveta Stolica). Četiri od ovih država su monarhije, tri kneževine – Andora, Lihtenštajn i Monako — i jedno papinstvo, Vatikan. Ove države prate svoj status unatrag do prvog tisućljeća ili ranog drugog tisućljeća, osim Lihtenštajna, stvorenog u 17. stoljeću.
Mikrodržave su male neovisne države koje priznaju veće države. Prema kvalitativnoj definiciji koju je predložio Zbigniew Dumieński (2014.), mikrodržave se također mogu promatrati kao "moderne zaštićene države, tj. suverene države koje su mogle jednostrano prenijeti određene atribute suverenosti na veće sile u zamjenu za benignu zaštitu svojih političkih i ekonomskih održivosti u odnosu na njihova geografska ili demografska ograničenja." U skladu s ovom definicijom, samo se Andora, Lihtenštajn, Monako i San Marino kvalificiraju kao "mikrodržave" budući da su samo te države suvereniteti koji funkcioniraju u bliskoj, ali dobrovoljnoj povezanosti sa svojim većim susjedima. Luksemburg, koji je puno veći od svih europskih mikrodržava zajedno, ipak dijeli neke od ovih karakteristika.